# Francesco di Borbone-Busset
Francesco di Borbone-Busset, conte di Busset (Saint-Martin-du-Puy, 26 agosto 1722 – Busset, 16 gennaio 1793), è stato un generale francese.

## Biografia
Entrò nel corpo dei moschettieri il 9 Dicembre 1737, ed ottenne una compagnia del reggimento di cavalleria Andlau il 28 agosto 1741. Comandò la sua compagnia all'assedio di Praga nel 1742 e nella battaglia di Dettingen nel 1743. Prestò servizio nell'esercito del Reno nel 1744, fu distaccato presso Weissembourg e messo a capo di due compagnie, che componevano il presidio di quel luogo. Investito dall'esercito austriaco, oppose una resistenza sufficiente per una capitolazione onorevole. Servì poi nell'Armata del Basso Reno, nella battaglia di Chièvres e nell'asedio di Ath nel 1745.

## Ascendenza
|                                                |                                     |                                                         | Genitori                                             |  |  | Nonni |  |  | Bisnonni                         |  |  | Trisnonni                         |  |
|                                                |                                     |                                                         |                                                      |  |  |       |  |  | Jean de Bourbon, conte di Busset |  |  | César de Bourbon, conte di Busset |  |
|                                                |                                     |                                                         |                                                      |  |  |       |  |  | Jean de Bourbon, conte di Busset |  |  | César de Bourbon, conte di Busset |  |
|                                                |                                     | Louise de Montmorillon, baronessa di St.Martin-du-Puits |                                                      |  |  |       |  |  | Jean de Bourbon, conte di Busset |  |  |                                   |  |
| Louis I de Bourbon, conte di Busset            |                                     |                                                         |                                                      |  |  |       |  |  | Jean de Bourbon, conte di Busset |  |  |                                   |  |
|                                                |                                     | Hélène de La Queille de Fleurac                         | Jean de La Queille, signore di Fleurac de Châteaugay |  |  |       |  |  |                                  |  |  |                                   |  |
|                                                |                                     | Hélène de La Queille de Fleurac                         | Jean de La Queille, signore di Fleurac de Châteaugay |  |  |       |  |  |                                  |  |  |                                   |  |
|                                                |                                     | Hélène de La Queille de Fleurac                         | Simonne du Saix                                      |  |  |       |  |  |                                  |  |  |                                   |  |
| Louis II de Bourbon, conte di Busset           |                                     | Hélène de La Queille de Fleurac                         |                                                      |  |  |       |  |  |                                  |  |  |                                   |  |
|                                                |                                     | Georges de Bermondet, conte d'Oradour                   | …                                                    |  |  |       |  |  |                                  |  |  |                                   |  |
|                                                |                                     | Georges de Bermondet, conte d'Oradour                   | …                                                    |  |  |       |  |  |                                  |  |  |                                   |  |
|                                                |                                     | Georges de Bermondet, conte d'Oradour                   | …                                                    |  |  |       |  |  |                                  |  |  |                                   |  |
| Magdeleine de Bermondet                        |                                     | Georges de Bermondet, conte d'Oradour                   |                                                      |  |  |       |  |  |                                  |  |  |                                   |  |
|                                                |                                     | Françoise Garnier                                       | …                                                    |  |  |       |  |  |                                  |  |  |                                   |  |
|                                                |                                     | Françoise Garnier                                       | …                                                    |  |  |       |  |  |                                  |  |  |                                   |  |
|                                                |                                     | Françoise Garnier                                       | …                                                    |  |  |       |  |  |                                  |  |  |                                   |  |
| François de Bourbon, conte di Busset           |                                     | Françoise Garnier                                       |                                                      |  |  |       |  |  |                                  |  |  |                                   |  |
|                                                | Antoine Gouffier, marchese di Thois | Timoléon Gouffier, signore di Thois                     |                                                      |  |  |       |  |  |                                  |  |  |                                   |  |
|                                                | Antoine Gouffier, marchese di Thois | Timoléon Gouffier, signore di Thois                     |                                                      |  |  |       |  |  |                                  |  |  |                                   |  |
|                                                | Antoine Gouffier, marchese di Thois | Catherine de Roncherolles                               |                                                      |  |  |       |  |  |                                  |  |  |                                   |  |
| Timoléon Gouffier, marchese di Thois           | Antoine Gouffier, marchese di Thois |                                                         |                                                      |  |  |       |  |  |                                  |  |  |                                   |  |
|                                                |                                     | Louise d'Etampes                                        | …                                                    |  |  |       |  |  |                                  |  |  |                                   |  |
|                                                |                                     | Louise d'Etampes                                        | …                                                    |  |  |       |  |  |                                  |  |  |                                   |  |
|                                                |                                     | Louise d'Etampes                                        | …                                                    |  |  |       |  |  |                                  |  |  |                                   |  |
| Marie Anne Gouffier de Thois                   |                                     | Louise d'Etampes                                        |                                                      |  |  |       |  |  |                                  |  |  |                                   |  |
|                                                |                                     | Guillaume de Penancoët, signore di Kérouazle            | René de Penancoët, signore di Kérouazle              |  |  |       |  |  |                                  |  |  |                                   |  |
|                                                |                                     | Guillaume de Penancoët, signore di Kérouazle            | René de Penancoët, signore di Kérouazle              |  |  |       |  |  |                                  |  |  |                                   |  |
|                                                |                                     | Guillaume de Penancoët, signore di Kérouazle            | Julienne Emery du Pont-l'Abbé                        |  |  |       |  |  |                                  |  |  |                                   |  |
| Henriette Mauricette de Penancoët de Kérouazle |                                     | Guillaume de Penancoët, signore di Kérouazle            |                                                      |  |  |       |  |  |                                  |  |  |                                   |  |
|                                                |                                     | Marie de Ploeuc de Tymeur                               | Sébastien de Ploeuc, marchese di Tymeur              |  |  |       |  |  |                                  |  |  |                                   |  |
|                                                |                                     | Marie de Ploeuc de Tymeur                               | Sébastien de Ploeuc, marchese di Tymeur              |  |  |       |  |  |                                  |  |  |                                   |  |
|                                                |                                     | Marie de Ploeuc de Tymeur                               | Marie de Rieux                                       |  |  |       |  |  |                                  |  |  |                                   |  |
|                                                |                                     | Marie de Ploeuc de Tymeur                               |                                                      |  |  |       |  |  |                                  |  |  |                                   |  |